# Müs
Müs ist ein Ortsteil der Gemeinde Großenlüder im osthessischen Landkreis Fulda.

## Geographie
Müs liegt westlich von Großenlüder zwischen „Wernersberg“ und „Langer Berg“ eingebettet in das Tal der Altefeld. Im Nordosten führt die Bundesstraße 254 am Ort vorbei. Im Süden liegt ein Kalksteinbruch.
Aktuelle und historische Siedlungsplätze in der Gemarkung
Quelle: Historisches Ortslexikon
- Am Kalkwerk[3]
- Grünmühle[4]
- Jagdhaus[5]

## Geschichte

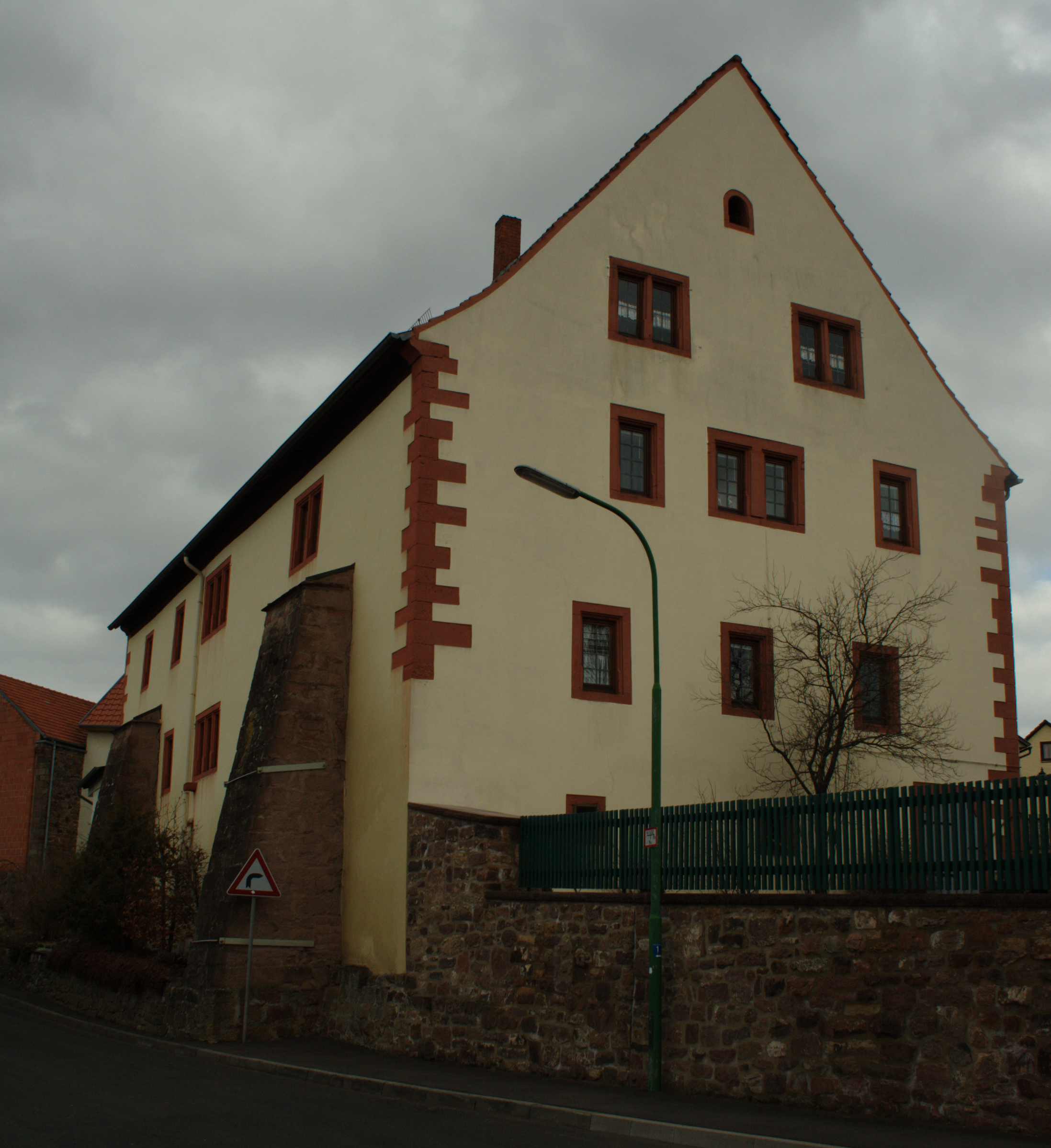
Die Burg in Müs

### Ortsgeschichte
- Die älteste bekannte Erwähnung erfolgte unter dem Namen Musah um das Jahr 900 im Codex Eberhardi.[1]
- Die Grundherrschaft und der Grundbesitz kamen im Rahmen eines Tauschgeschäfts des Eigenbesitzes von Graf Konrad den Älteren in Müs um 900 an das Kloster Fulda.
- Später war der hier befindliche adlige Hof Lehen vom Fuldaer Abt. Er hieß auch die „Burg“.
- 1572: Trotz großer Anhängerschaft innerhalb der Bevölkerung konnte sich die Reformation in der Fürstabtei Fulda nicht durchsetzen. Der Ort blieb katholisch.
- Bereits 1656 wird eine Kapelle erwähnt. Das Patrozinium war dem hl. Antonius der Eremit geweiht.
- Im Jahre 1656 und im Jahre 1797 gehörte er dem Konvent des Klosters Fulda (Fuld. Kammerarch. 8).
- Der auf einem Hang oberhalb des Altefeldbaches errichtete kleine Schlossbau (Anfang des 17. Jahrhunderts) befindet sich an der Stelle einer früheren Burg oder eines befestigten Hofes.
- 1787 zählte es zur Fürstabtei Fulda, Gericht Lüder (Domkapitel zu Fulda).
- Mit der Säkularisation der Fürstabtei Fulda 1803 zählte es zum Fürstentum Nassau-Oranien-Fulda, Fürstentum Fulda, Amt Großenlüder.
- 1812 ist Müs Tochterkirche von Großenlüder.
- 1928 erfolgt die Eingemeindung von Teilen des aufgelösten Gutsbezirks Forst Großenlüder.

Hessische Gebietsreform (1970–1977)
Im Zuge der Gebietsreform in Hessen wurde die bis dahin selbstständige Gemeinde Müs kraft Landesgesetz zum 1. August 1972 in die Gemeinde Großenlüder eingemeindet.
Für Müs, wie für alle im Zuge der Gebietsreform nach Großenlüder eingegliederten Gemeinden, wurde ein Ortsbezirk  gebildet.

### Verwaltungsgeschichte im Überblick
Die folgende Liste zeigt die Staaten und Verwaltungseinheiten, denen Müs angehört(e):
- vor 1803: Heiliges Römisches Reich, Hochstift Fulda, Gericht/Oberamt Lüder
- 1803–1806: Heiliges Römisches Reich, Fürstentum Nassau-Oranien-Fulda, Amt Großenlüder[Anm. 2] Fürstentum Fulda, Amt Blankenau
- 1806–1810: Kaiserreich Frankreich,[Anm. 3] Fürstentum Fulda (Militärverwaltung)
- 1810–1813: Großherzogtum Frankfurt, Departement Fulda, Distrikt Großenlüder
- ab 1816: Kurfürstentum Hessen, Großherzogtum Fulda, Amt Großenlüder[10]
- ab 1821: Kurfürstentum Hessen, Provinz Fulda, Kreis Fulda[Anm. 4]
- ab 1848: Kurfürstentum Hessen, Bezirk Fulda
- ab 1851: Kurfürstentum Hessen, Provinz Fulda, Kreis Fulda
- ab 1867: Norddeutscher Bund,[Anm. 5] Königreich Preußen,[Anm. 6] Provinz Hessen-Nassau, Regierungsbezirk Kassel, Kreis Fulda
- ab 1871: Deutsches Reich,  Königreich Preußen, Provinz Hessen-Nassau, Regierungsbezirk Kassel, Kreis Fulda
- ab 1918: Deutsches Reich, Freistaat Preußen, Provinz Hessen-Nassau, Regierungsbezirk Kassel, Kreis Fulda
- ab 1944: Deutsches Reich, Freistaat Preußen, Provinz Kurhessen, Landkreis Fulda
- ab 1945: Deutsches Reich, Amerikanische Besatzungszone,[Anm. 7] Groß-Hessen, Regierungsbezirk Kassel, Landkreis Fulda
- ab 1946: Deutsches Reich, Amerikanische Besatzungszone, Hessen, Regierungsbezirk Kassel, Landkreis Fulda
- ab 1949: Bundesrepublik Deutschland, Hessen, Regierungsbezirk Kassel, Landkreis Fulda
- ab 1972: Bundesrepublik Deutschland, Hessen, Regierungsbezirk Kassel, Landkreis Fulda, Gemeinde Großenlüder

## Bevölkerung

### Einwohnerstruktur 2011
Nach den Erhebungen des Zensus 2011 lebten am Stichtag, dem 9. Mai 2011, in Müs 1089 Einwohner. Darunter waren 9 (0,8 %) Ausländer.
Nach dem Lebensalter waren 195 Einwohner unter 18 Jahren, 474 zwischen 18 und 49, 222 zwischen 50 und 64 und 210 Einwohner waren älter.
Die Einwohner lebten in 471 Haushalten. Davon waren 141 Singlehaushalte, 126 Paare ohne Kinder und 165 Paare mit Kindern, sowie 33 Alleinerziehende und 3 Wohngemeinschaften. In 96 Haushalten lebten ausschließlich Senioren und in 324 Haushaltungen lebten keine Senioren.

### Einwohnerentwicklung
- 1812: 70 Feuerstellen, 489 Seelen[1]

| Müs: Einwohnerzahlen von 1812 bis 2024 | Müs: Einwohnerzahlen von 1812 bis 2024 | Müs: Einwohnerzahlen von 1812 bis 2024 | Müs: Einwohnerzahlen von 1812 bis 2024 | Müs: Einwohnerzahlen von 1812 bis 2024 |
| --- | -------------------------------------- | -------------------------------------- | -------------------------------------- | -------------------------------------- |
| Jahr |                                        |                                        |                                        | Einwohner                              |
| 1812 | 1812                                   |                                        | 489                                    | 489                                    |
| 1834 | 1834                                   |                                        | 665                                    | 665                                    |
| 1840 | 1840                                   |                                        | 581                                    | 581                                    |
| 1846 | 1846                                   |                                        | 568                                    | 568                                    |
| 1852 | 1852                                   |                                        | 552                                    | 552                                    |
| 1858 | 1858                                   |                                        | 585                                    | 585                                    |
| 1864 | 1864                                   |                                        | 597                                    | 597                                    |
| 1871 | 1871                                   |                                        | 579                                    | 579                                    |
| 1875 | 1875                                   |                                        | 514                                    | 514                                    |
| 1885 | 1885                                   |                                        | 633                                    | 633                                    |
| 1895 | 1895                                   |                                        | 679                                    | 679                                    |
| 1905 | 1905                                   |                                        | 672                                    | 672                                    |
| 1910 | 1910                                   |                                        | 651                                    | 651                                    |
| 1925 | 1925                                   |                                        | 645                                    | 645                                    |
| 1939 | 1939                                   |                                        | 765                                    | 765                                    |
| 1946 | 1946                                   |                                        | 994                                    | 994                                    |
| 1950 | 1950                                   |                                        | 997                                    | 997                                    |
| 1956 | 1956                                   |                                        | 989                                    | 989                                    |
| 1961 | 1961                                   |                                        | 959                                    | 959                                    |
| 1967 | 1967                                   |                                        | 971                                    | 971                                    |
| 1970 | 1970                                   |                                        | 1.002                                  | 1.002                                  |
| 1982 | 1982                                   |                                        | 1.083                                  | 1.083                                  |
| 1990 | 1990                                   |                                        | 1.117                                  | 1.117                                  |
| 1995 | 1995                                   |                                        | 1.156                                  | 1.156                                  |
| 2000 | 2000                                   |                                        | 1.128                                  | 1.128                                  |
| 2005 | 2005                                   |                                        | 1.124                                  | 1.124                                  |
| 2010 | 2010                                   |                                        | 1.114                                  | 1.114                                  |
| 2011 | 2011                                   |                                        | 1.098                                  | 1.098                                  |
| 2015 | 2015                                   |                                        | 1.085                                  | 1.085                                  |
| 2020 | 2020                                   |                                        | 1.121                                  | 1.121                                  |
| 2024 | 2024                                   |                                        | 1.147                                  | 1.147                                  |
| Datenquelle: Historisches Gemeindeverzeichnis für Hessen: Die Bevölkerung der Gemeinden 1834 bis 1967. Wiesbaden: Hessisches Statistisches Landesamt, 1968. Weitere Quellen: LAGIS; Gemeinde Großenlüder; Zensus 2011 |                                        |                                        |                                        |                                        |

### Historische Religionszugehörigkeit

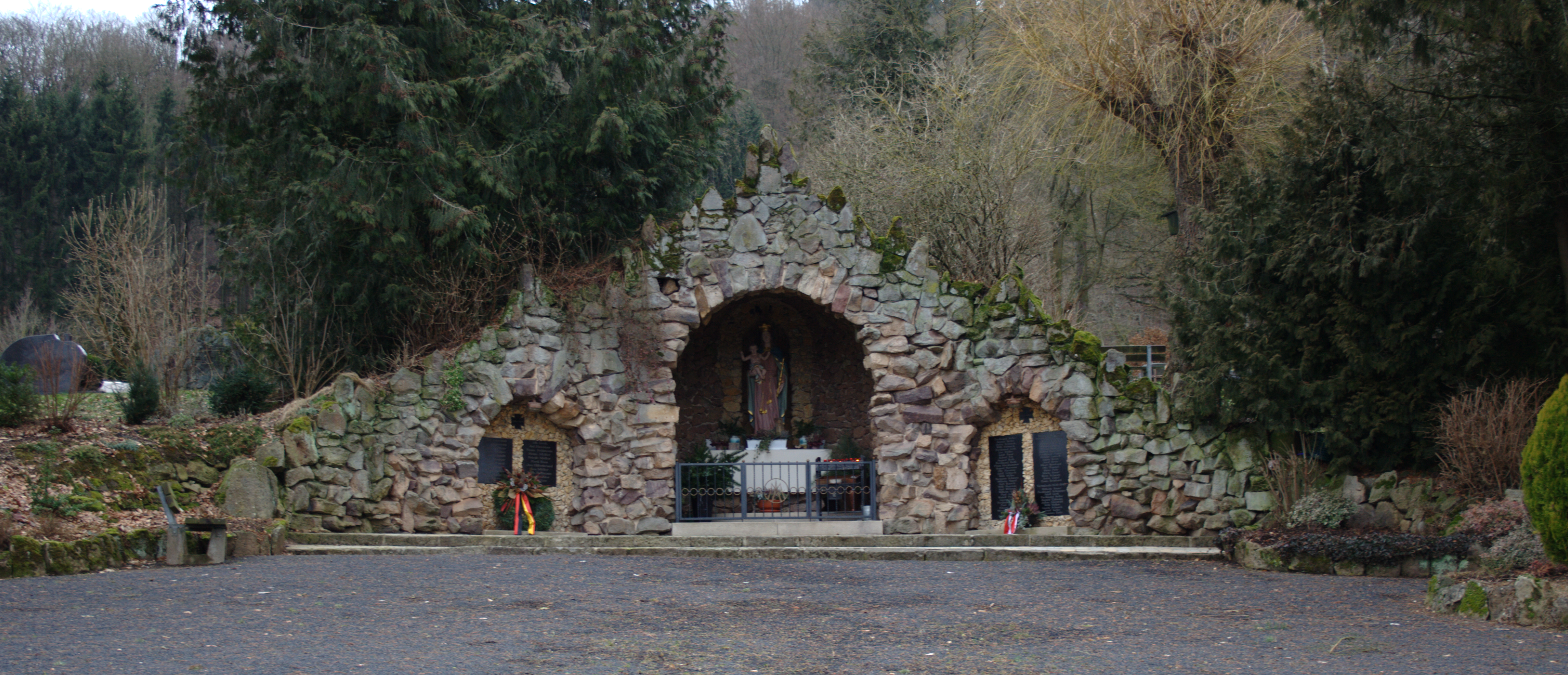
Die Mariengrotte in Müs

| • 1885: | 5 evangelische (= 0,79 %), 625 katholische (= 98,89 %), zwei jüdische (= 0,32 %) Einwohner |
| • 1961: | 22 evangelische (= 2,29 %), 937 katholische (= 97,71 %) Einwohner                          |

## Politik
Für Müs besteht ein Ortsbezirk (Gebiet der ehemaligen Gemeinde Müs) mit Ortsbeirat und Ortsvorsteher nach der Hessischen Gemeindeordnung.
Der Ortsbeirat besteht aus sieben Mitgliedern. Bei den Kommunalwahlen in Hessen 2021 betrug die Wahlbeteiligung zum Ortsbeirat 59,85 %. Dabei wurden gewählt: vier Mitglieder der CDU und drei Mitglieder der „Unabhängigen Bürgerliste“ (U-B-L). Der Ortsbeirat wählte Edgar Möller (CDU) zum Ortsvorsteher.

## Infrastruktur
Im Ort gibt es eine Grundschule, eine katholische Kirche, eine Kindertagesstätte und ein Bürgerhaus.

## Industrie
Müs ist Standort eines Kalk- und Zementwerkes.